# Supercoupe de République centrafricaine de football
La Supercoupe de République centrafricaine de football est une compétition de football opposant le champion de République centrafricaine au vainqueur de la coupe de République centrafricaine.

## Palmarès
| Année | Vainqueur       | Résultat | Finaliste           |
| ----- | --------------- | -------- | ------------------- |
| 2008  | Anges de Fatima | 1-0 a.p. | Stade Centrafricain |